# Arroio Trinta
Arroio Trinta este un oraș în unitatea federativă Santa Catarina (SC), Brazilia. 